# Макарий Марковски
Макарий е български духовник, йеромонах, дългогодишен игумен на Марковия манастир „Свети Димитър“.

## Биография
От 1881 година отец Макарий е игумен на Марковия манастир.
За укрепване на националния дух в Македония през Първата световна война в 1918 година, йеромонах Макарий е награден с орден Свети Александър.